# Доњи праг
Доњи праг или апсолутни праг осетљивости је минимална енергетска вредност, најмањи интензитет дражи који доводи до првог, једва приметног осећаја. Доњи праг јесте термин који се користи у психологији, односно њеној грани, психофизици.
Доњи праг се најчешће спомиње као мера осетљивости. Уколико је доњи праг мања физичка величина, утолико је чулни апарат сензитивнији, а уколико је праг већи, онда је чулни апарат мање осетљив.
На пример, уколико се јачина неке дражи, на пример звучна драж, умањује, било да се удаљава звучни извор или да се енергија његовог треперења смањује, доћи ће до момента када човек неће моћи да чује звучну драж. Међутим, уколико се повећа интензитет те дражи и када амплитуда таласа пређе неку основну, граничну вредност за физиолошке процесе у чулно нервном апарату, човек поново може да региструје ту драж. Из овог феномена је изведен појам прага.
У психофизици се помињу још диференцијални праг и горњи праг.